# الخماسي الحديث في الألعاب الأولمبية الصيفية 2016
عقدت منافسات الخماسي الحديث في دورة الألعاب الأولمبية الصيفية 2016 في ريو دي جانيرو في كلا من مركز ديودورو للألعاب المائية وملعب ديودورو وساحة الشباب في الفترة من 19 إلى 20 أغسطس 2016 .
نافس في الأحداث ستة وثلاثون رياضي من الرجال والنساء.